# Bernard Pozier
Bernard Pozier est un écrivain et un poète québécois né le 5 février 1955  à Trois-Rivières. Il est aussi un traducteur et un anthologiste reconnu. En 2016, il avait déjà publié « 18 livres de poésie, 4 de prose, 2 en édition d’art, 5 en traduction, 1 choix de poèmes » en plus de plusieurs anthologies. Son travail a été traduit dans plusieurs langues dont l’espagnol, l’islandais, l’anglais, le roumain et le catalan. Il est directeur de maison d’éditions Écrits des Forges et sous son règne, 200 livres bilingues de poètes québécois et mexicains ont été publiés.

## Biographie
Bernard Pozier naît le 5 février 1955  à Trois-Rivières d’un père français et d’une mère québécoise. Il fait son école primaire au Jardin de l’Enfance à Trois-Rivières, là où ont étudié l’écrivain Jacques Ferron et le poète politicien Gérald Godin. Cette école, située au cœur du vieux Trois-Rivières, est tenue par le Filles de Jésus et réservée aux garçons provenant, sauf de rares exceptions, de famille aisée. « Vers l’âge de 12 ans, j’ai commencé à écrire des poèmes… » dit-il dans la revue Lettres Québécoises. Pendant son secondaire, il apprend la poésie classique et il rédige des dissertations en alexandrins. Arrivé au niveau collégial il poursuit l’apprentissage de la poésie et il participe à des ateliers d’écriture. C’est à cette époque qu’il rencontre Louis Jacob (poète) avec qui il publiera plus tard. Sa poésie, tout comme celle de Jacob, se teinte de la poésie de leurs groupes musicaux favoris : « Pink Floyd, Genesis, King Crimson et Van der Graaf Generator, plutôt du côté de Peter Sinfield, de Peter Hammill ou même de Jim Morrison ».
Puis, il entre à l’Université du Québec à Trois-Rivières (UQTR). Il fait alors partie du nouveau courant poétique : « L’année 74 est marquée par l’émergence d’une deuxième génération d’étudiants qui rompt avec le lyrisme inspiré par Lapointe, Yves Boisvert (poète), Louis Jacob (poète) et Bernard Pozier ». Pendant cette période, il travaille à CFCQ- MF comme animateur et technicien du son de 1974 à 1979. Pendant ses études à l’UQTR, le renommé poète Gatien Lapointe est son professeur, son maître de poésie, son éditeur qui est aussi devenu son ami. Il est aussi en contact avec des étudiants qui devenaient poètes : Yves Boisvert (poète), Laurent Lamy, Louis Jacob. C’est une époque intense où les étudiants en Lettres de Trois-Rivières peuvent facilement côtoyer les poètes de renom tels Gaston Miron, Roland Giguère et Claude Beausoleil. Bernard Pozier n’a pas à faire d’effort pour être publier, il n’a pas à frapper aux portes des éditeurs, tout vient à lui facilement. En effet, dès 1976, il publie ses poèmes pour la première fois dans le premier numéro de la revue Atelier de production littéraire de la Mauricie (APLM) qu’il vient de fonder avec Yves Boisvert (poète). Le titre ce numéro est plus qu’évocateur : Des soirs de temps platte et d’ennui. Cette revue publie des auteurs qui ne le seraient pas aux Écrits des Forges et elle joue un rôle déterminant pour certains jeunes poètes ; de plus elle permet aussi des rencontres avec des auteurs renommés, en dehors du corpus universitaire.
Son premier livre, résulte de ses travaux effectués pendant les ateliers de Gatien Lapointe. Il obtient son baccalauréat en Lettres en 1976.
En 1977, Bernard Pozier publie avec Yves Boisvert et Louis Jacob Manifeste jet-usage-résidu; un texte de 76 pages, aux éditions Écrits des Forges, manifeste rejetant tout embrigadement idéologique. Ce texte plein de révolte se démarque des générations précédentes de poètes des Forges. Ces trois poètes regroupent autour d'eux « des poètes-étudiants, représentants d'une génération qui, pour la première fois dans la brève histoire des Forges, revendique une reconnaissance institutionnelle.
Dans la même période, soit de 1977 à 1980, les mêmes trois écrivains publient par chapitre le manifeste ¿ Tilt ! aux Écrits des Forges. Cet ouvrage d’écriture collective, rejetant la poésie du territoire, suscite l’engouement de leur mentor Gatien Lapointe qui dit: « Je n’aurais publié que les 7 chapitres de "¿ TILT !", par exemple, que déjà je serais heureux et que déjà Les Écrits des Forges auraient justifié leur existence. En 1980, Pozier sous la direction de Gatien Lapointe, rédige son mémoire de maîtrise sur « l'intentionnalité  comme processus de création dans la poésie » qui est publié sur le titre  Tête de lecture. En 1980, il obtient sa maîtrise en lettres de l’UQTR. La même année, il devient secrétaire de l’Association des écrivains de la Mauricie et enseigne au collège privé Laflèche de Trois-Rivières. Puis, il devient aussi chroniqueur littéraire au quotidien Le Nouvelliste et il participe à plusieurs revues et journaux. Il devient membre de l'Union des écrivaines et des écrivains québécois depuis 1982.
En 1985, il devient directeur littéraire des Écrits des Forges, maison d'édition exclusivement consacrée à la poésie et en 1987, il obtient son doctorat en lettres de l'Université de Sherbrooke avec sa thèse intitulée Lapointe, l'homme en marche, une biographie qui est publiée au Québec, en France et en Italie.
En 1989, il participe à la fondation de la revue critique La poésie au Québec.
En 1989, « il participe …  à des échanges poétiques entre le Mexique et le Québec ». Et c’est le début d’une collaboration entre Pozier et le Mexique qui devient comme une deuxième patrie pour lui.
La poésie de Pozier reflète ses goûts et il publie deux recueil de poésie sur le hockey : Les poètes chanteront ce but (1991) et Des murmures de fantômes (1997). Il écrit plusieurs recueils de poésie, dont Naître et vivre pour mourir. Il rédige aussi des recueils de prose, plusieurs traductions de poésie espagnole ainsi que plusieurs anthologies en compagnie de Louise Blouin, entre autres.
En octobre 2004, il participe aussi à la fondation de la revue Arcade  qui a pour mission d’éditer, publier une revue littéraire pour femmes.
En 2005, il préface le recueil de poésie de Lucien Francoeur Entre cuir et peau.
En 2007, sa compagne de vie, Louise Blouin décède. Pozier signe alors le recueil : Agonique Agenda.
Il poursuit son travail de directeur littéraire aux Écrits des Forges et ses contacts avec les poètes mexicains. Il devient vice-président de la Maison de la poésie de Montréal et Membre du Conseil Académique du festival mexicain Letras en la mar,
En 2012, lors de la XIVe édition de la Rencontre des Poètes du Monde Latin au Mexique, un hommage lui est rendu pour son travail de traduction et de diffusion de la poésie mexicaine au Québec. Le célèbre poète mexicain Juan Carlos Quiroz fait le discours de présentation et la Médaille de la Reconnaissance de l’État d’Aguascalientes lui est remise par directeur général de l’Institut Culturel d’Aguascalientes, le Dr Jesús Martín Andrade Muñoz. Cette médaille est bien méritée puisque les Écrits des Forges ont publié plus de 200 livres bilingues de poètes mexicains et québécois.
L’année suivante, il reçoit le premier Prix Calaveritas du Consulat du Mexique à Montréal. En 2014 Bernard Pozier participe avec la poétesse Louise Desjardins à la Foire Internationale du Livre (FENIE) au Mexique et tous deux font découvrir leur travail à cet événement.
Bernard Pozier enseigne présentement au collège Joliette de Lanaudière et il est directeur littéraire et président des Écrits des Forges ainsi que vice-président de la Maison de la poésie à Montréal,.
Il a compilé plusieurs anthologies « traduites en diverses langues et a participé à des expérimentations d’écritures collectives ou à des livres partagés, en collaborant avec Yves Boisvert et Louis Jacob, ainsi qu’avec Donald Alarie, Franck Venaille, Philippe Delaveau, Gil Jouanard, Serge Patrice Thibodeau. »
Sa présence au Mexique est tangible via plusieurs livres et anthologies publiés et dans divers quotidiens et revues culturelles; il a aussi préfacé plusieurs traductions de poèmes en espagnol, notamment ceux de Claude Beausoleil, Gaston Miron, Paul-Marie Lapointe et Gatien Lapointe.
Au Québec, il a contribué à la traduction et à la publication de nombreux poètes mexicains en livres, en CD et en revues.
Bernard Pozier, montre depuis les années 1970, un immense intérêt pour la «  propagation des œuvres québécoises ici et ailleurs, à travers son travail qui prend de multiples aspects: anthologies, articles, conférences, cours, traductions, coéditions…

## Thèmes de sa poésie
Sa poésie est avant tout autobiographique, dit-il dans un article de le numéro 164 de Lettres Québécoises Inc, et elle s’appuie sur vie, amour, mort. Et les thèmes qu’il favorise sont les suivants : la poésie, la musique, le hockey, le social, l’identité, les voyages.

## Publications
Source des titres (entre autres) : Archives du Canada, Archives nationales du Québec, Les Écrits des Forges, Lettres québécoise (hiver 1976).

### Poésie
- 1977 : A l'aube, dans l'dos, auteur(s): Pozier, Bernard, Trois-Rivières: Écrits des Forges, « collection Les rouges-gorges »), 1977, 71p. ; 18 cm
- 1979 : Aut' bord à travers, auteur(s) : Pozier, Bernard, Atelier de production littéraire de la Mauricie, no 6, 1979, 56 p.
- 1981 : Platines déphasées, auteur(s) : Pozier, Bernard, Trois-Rivières : Sextant, 36 p. ill.
- 1981 : 45 tours, auteur(s) : Bernard Pozier, préfacé par Lucien Francoeur, Trois-Rivières : Écrits des Forges, 1981, p., 86,  (ISBN 2890460347)
- 1982 : Lost angeles, auteur(s): Pozier, Bernard, Montréal, : Éd. l'Hexagone, « collection H », 1982, 47 p. 19 cm   (ISBN 2890062074)
- 1985, 1989, 1993 : Bacilles de tendresse, auteur(s) : Pozier, Bernard, Trois-Rivières : Écrits des Forges, « collection Radar », 1985, 108 p., 23 cm,  (ISBN 2890460746)
- 1988 : Ces traces que l'on croit éphémères, auteur(s) : Pozier, Bernard, Trois-Rivières : Écrits des Forges, Paris :éditions La Table rase, 1988, 74 p.,  (ISBN 2890461459)
- 1989 : Un Navire oublié dans un port, auteur(s) : Pozier, Bernard, Trois-Rivières: Écrits des Forges, [Paris ?] : Europe, 1989, 56 p., 16 cm, (Archives Canada)  (ISBN 2890461726)
- 1991 : Place Kléber, auteur(s) : Pozier, Bernard, Amay : Éd. Arbre à paroles, (Belgique), 1991
- 1991 : Les poètes chanteront ce but, auteur(s) : Pozier, Bernard, Trois-Rivières : Écrits des Forges, « collection Radar », 1991, 84 p. : ill., portr., 22 cm,  (ISBN 2890462307)
- 1991 : Nadie sale ileso del poema, Horizonte del Poema, 1991.
- 1993 : Scènes publiques [parcours 1976-1991], auteur(s) : Pozier, Bernard, Trois-Rivières : Écrits des Forges, et L'Orange bleue impression, 1993, 166 p., 21 cm,  (ISBN 2-89046-273-0)
- 1995 : La peau fragile du ciel, auteur(s) : Pozier, Bernard, Trois-Rivières: Écrits des Forges: Amay: Éd. L’Arbre à paroles (Belgique): Esch-sur-Alzette : Éd. Phi (Luxembourg), 1995, 100 p., 21 cm,  (ISBN 2-89046-382-6) (Écrits des Forges),  (ISBN 2-87962-053-8) (Éditions Phi)
- 1997 : La route de Roumanie, auteur(s) : Bernard Pozier, traduction de Călin Chincea, Reşiţa : Édition Modus P.H., (Roumanie), 1997, 55 p.
- 1997 : Des murmures de fantômes, auteur(s) : Bernard Pozier, Trois-Rivières : Écrits des Forges, 1997, 68 p., 21 cm,  (ISBN 2-89046-443-1)
- 1999 : Les pyramides du cœur, auteur(s) : Pozier, Bernard, Trois-Rivières : Écrits des Forges: La Réunion : Éd. Grand océan: Esch-sur-Alzette : Éd. Phi (Luxembourg): Pantin : Éd. Le Temps des cerises (France), 1999, 132 p., 21 cm,  (ISBN 2-89046-532-2)(Écrits des Forges),  (ISBN 2-87962-108-9)(PHI)
- 2000 : Bacilles de tendresse - Bacilos de ternura, auteur(s) : Pozier, Bernard, traduit par Laura González Durán, México : Ediciones Casa Juan Pablos et Ediciones Sin nombre: Trois-Rivières : Écrits des Forges, « collection El arca de Babel », 2000, 91 p., 21 cm, notes : texte espagnol en regard du texte français,  (ISBN 2-89046-605-1) (Écrits des Forges),  (ISBN 970-9059-89-0) (Ediciones Sin nombre)
- 2002 : Triptyques du train, auteur(s) : Pozier, Bernard, illustrations : Micheline Cornellier, Montréal : Vice Versa, Paris : Galerie du fleuve (livre d'artiste), 2002
- 2003 : Naître et vivre et mourir, auteur(s) : Bernard Pozier, Trois-Rivières : Écrits de Forges: Esch-sur-Alzette : Éd. Phi (Luxembourg): Pantin : Éd. Le Temps des cerises (France), janvier 2003, 84 pages.(Archives Canada)
- 2004 : Esas huellas que creemos efímeras, (Ces traces que l'on croit éphémères) auteur(s) : Pozier, Bernard, traduction : Françoise Roy, Caracas : Éd. Bid & co. (Venezuela): Trois-Rivières : Écrits des Forges, « collection Intercambio cultural », 2004, 111 p., 23 cm, (Archives Canada),  (ISBN 2-89046-839-9) (Écrits des Forges),  (ISBN 980-6741-07-2)(Bid & co. editor)
- 2005 : Dès l'origine, poèmes, auteur(s) : Pozier, Bernard, illustrateur : Daniel Gagnon, Esch-sur-Alzette : Éd. Phi (Luxembourg) ; Trois-Rivières : Écrits des Forges, 2005, 101 p. : ill., 17 cm, (Archives Canada),  (ISBN 2-89046-888-7) (Écrits des Forges),  (ISBN 2-87962-199-2) (Éditions Phi)
- 2005 : Nueva nieve: primeros poemas en español, (Nueva nieve—poèmes écrits en espagnol), auteur(s) : Bernard Pozier, Trois-Rivières: Écrits des Forges ; Literalia, Zapopan (México), 2005, 64 p., 21 cm (Écrits des Forges),  (ISBN 968-5544-23-9) (Literalia)
- 2007 : Biens et maux, auteur(s) : Bernard Pozier, Trois-Rivières: Écrits des Forges; Chaillé-sous-les-Ormeaux : l'Idée bleue, 2007, 105 p., 21 cm,  (ISBN 978-2-84031-236-9)
- 2008 : Las pirámides del corazón = Les pyramides du cœur, auteur(s) : Pozier, Bernard, Trois-Rivières: Écrits des Forges ; Tlaquepaque : Éd. Mantis Editores (México), « collection Terredades », 2008, 163 p., 21 cm,  (ISBN 978-2-89645-084-8) (Écrits des Forges)
- 2009 : Agonique agenda, auteur(s) : Bernard Pozier, Trois-Rivières : Écrits des Forges, 2009, 80 p., 21 cm,  (ISBN 978-2-89645-129-6)
- 2011 : Post-scriptum, auteur(s) : Bernard Pozier, Trois-Rivières : Écrits des Forges, 2011, 92 p. :ill. en coul., 21 cm,  (ISBN 978-2-89645-187-6)
- 2013 : Le temps bouge, la terre passe, auteur(s) : Bernard Pozier, Trois-Rivières: Écrits des Forges, 2013, 124 pages, 18 cm,  (ISBN 9782896452491)
- 2016 : '’We are what we love, auteur(s): Bernard Pozier, traduction de Antonio D’Alfonso, Victoria : Ekstasis Editions (Colombie-Britannique), Banff (Alberta), 2016, 229 pages : 1 illustration, 22 cm, Note: Agonique agenda, Post-scriptum, Le temps qui bouge, la terre passe
- 2019 : Dérivés, auteur(s) : Pozier, Bernard, Trois-Rivières : Écrits des Forges, 2019, 77 p., notes : Dérivés représente une lecture subjective d’un auteur passionné, qui dresse un portrait savant, intimiste et vivant des univers multiples de la poésie québécoise."  (ISBN 9782896453818),  (ISBN 2896453814)

### Prose
- 1978 : État-critique : notes à M. Nepveu, auteur(s) : Pozier, Bernard, revue Lettres québécoises, no 10, avril 1978, Trois-Rivières, p. 56[5]
- 1980 : Tête de lecture, mémoire de maîtrise sur l'Intentionnalité comme processus de création dans la poésie, Trois-Rivières : Écrits des Forges, « collection Les rouges-gorges », 1980, 76 p., ill.
- 1983 : Caroline romance, auteur(s) : Pozier, Bernard, Montréal : Éditions Arcade, 1983, 63 p.
- 1987 : Gatien Lapointe, l'homme en marche (1987), auteur(s) : Pozier, Bernard, Trois-Rivières : Écrits des Forges; Cesson-la-Forêt : Table rase (France) ; Fasano di Puglia: Schena Editore (Italie), 1978, 302 p.,  (ISBN 2890461084)

### Écritures collectives
- 1976 : Des soirs d'ennui (poésie), auteur(s): Pozier, Bernard, et Yves Boisvert, Trois-Rivières : Atelier de production littéraire de la Mauricie, Université du Québec à Trois-Rivières, 1976, [36]p., 22 cm
- 1977 : Manifeste jet-usage-résidu, auteur(s): Pozier, Bernard, Yves Boisvert et Louis Jacob, Trois-Rivières : Écrits des Forges, « collection Les rouges-gorges », 1977, 76 p.
- 1977 : Odeurs de ruine, auteur(s) : Bernard Pozier et René Colombe, Atelier de production littéraire de la Mauricie, Trois-Rivières, 1977. (Archives du Canada)
- 1977-1980 : ¿ Tilt !  (manifeste), paru par chapitre de 1977 à 1980, auteur(s) : Pozier, Bernard, Yves Boisvert et Louis Jacob, Trois-Rivières : Écrits des Forges, et L'Orange bleue ; Esch-sur-Alzette : Éd. Phi (Luxembourg) ; Amay : Éd. Arbre à paroles (Belgique) ; La Réunion : Éd. Grand Océan (Océan Indien ; 1978, 274 p.,), 274 p.: ill., 2002 (ISBN 2-89046-712-0) (Écrits des Forges),  (ISBN 2-87962-147-X)  (Phi)
- 1978 : Code d'oubli, auteur(s) : Pozier, Bernard, Yves Boisvert et Gilles Lemire, Trois-Rivières : Écrits des Forges, 1978, 83 p.,  (ISBN 2-89046-026-6)
- 1978 : Murailles de craies, auteur(s) : Pozier, Bernard, et René Colombe, Trois-Rivières : Atelier de production littéraire de la Mauricie, 1978. (Archives du Canada)
- 1979 : Double Tram, auteur(s) : Pozier, Bernard, et Louis Jacob, avec trois dessins de André Jacob, Trois-Rivières : Écrits des Forges, « collection Les Rivières », 1979, 76 p., ill. (BANQ)
- 1988 : Le Musicien, auteur(s) : Pozier, Bernard, eaux-fortes, Huguette Noury, Jean-Guy Saint-Arneault, photographie, Christian Rouleau, sérigraphies, Ginette Déziel, Yvon Rivest, Joliette : Éd. Arts visuels de Lanaudière inc., 1988, 1 portefeuille ([8] : feuilles) : ill. (Archives du Canada)
- 1990 : Au cru du vent, auteur(s) : Pozier, Bernard, et Donald Alarie, Trois-Rivières: Écrits des Forges ; Joliette : Musée d'art de Joliette, 1990, 44 p., ill., 22 cm, (Archives Canada),  (ISBN 289046198X)
- 1991 : Lèvres urbaines (numéro 22), Bernard Pozier (Place Kléber), et Franck et René Coulombe, (Le sentiment d’angoisse), Trois-Rivières : Écrits des Forges, 1991.
- 1993 : Les secrets endormis : impressions du Mexique, auteur(s) : Pozier, Bernard, Delaveau Philippe, Trois-Rivières : Écrits des Forges, 1993, 71 p. : ill., 16 cm,  (ISBN 2-89046-308-7)
- 2002 : ¿ Tilt ! manifeste 1977-1980, auteur(s) : Pozier, Bernard, Louis Jacob et Yves Boisvert, Yves, Trois-Rivières : Écrits des Forges, et L'Orange bleue ; Esch-sur-Alzette : Éd. Phi (Luxembourg) ; Amay: Éd. L’Arbre à paroles (Belgique) ; La Réunion : Éd. Grand Océan (Océan Indien), 2002, 274 p. : ill., 18 cm,  (ISBN 2-89046-712-0) (Écrits des Forges),  (ISBN 2-87962-147-X) (Phi)
- 2003 : Au-delà de Grand-Remous, auteur(s) : Pozier, Bernard, Gil Jouanard (Cartes d’embarquement), Montréal : Éd. Trait d'union ; Marseille : Éd. Autres temps, «  collection Vis-à-vis », 2003, 86 p., 21 cm,  (ISBN 2-89588-032-8)
- 2004 : '’Una finestra gebrada, auteur(s): Pozier, Bernard, et Serge Patrice Thibodeau, Barcelone : Institucio de les Lletres Catalanes, 2004
- 2010 : Si je devenais nuage : anthologie à découvrir et à colorier, auteurs : Boucher, France, et Christine Tellier, Trois-Rivières : Écrits des Forges, 2010, Note : avec dessins de Bernard Pozier, (Archives Canada) (BANQ),  (ISBN 978-2-89645-171-5)
- 2009 : Carnets de México Tenochtitlan/Postales de México Tenochtitlan auteur(s) : Pozier, Bernard, photographie de Javier Valdés, traduction de Ana Cristina Zúñiga, Montréal : Éd. Les Heures bleues, 2009, 127 p. : ill. en coul., 1 portr. en coul., 21 × 28 cm,  (ISBN 978-2-922265-61-3)
- 2011 :  Plaidoyer pour l’enseignement d’une littérature nationale, auteur(s) : Pozier, Bernard, Louis Caron, Arlette Pilote, etc., Montréal : Éd. Fides, 2011, 68 p., 18 cm,  (ISBN 978-2-7621-3119-2)
- 2015 : Trois poètes québécois, auteur(s) : Pozier, Bernard, Fabienne Roitel et Danielle Fournier, préface de Sylvestre Clancier, Éd. Le Murmure, Neuilly-les-Dijon, 2015, 95 p.,  (ISBN 978-2915099874)
- 2015 : Poésie progressive (Lèvres urbaines (no 47): (Pink Floyd et King Crimson), auteur(s) : Pozier, Bernard et Alexandre Trudel, Trois-Rivières : Écrits des Forges, « collection Lèvres urbaines » no 47, 2015, 119 pages : illustrations, 23 cm,  (ISBN 9782896452927)
- 2021 : Raisonnements poétiques canadiens (1985), auteur(s) : Boisvert, Yves, Trois-Rivières : Écrits des Forges, 2021, 77 pages, 21 cm, Notes : "Texte établi par Bernard Pozier à partir de la photocopie d'un tapuscrit annoté par Yves Boisvert et daté de mai 1985",  (ISBN 9782896454143)

### Anthologies
- 1987 - 1991 : Poètes québécois contemporains, éditeurs scientifiques : Pozier, Bernard, et Louise Blouin, Trois-Rivières: Écrits des Forges; Dakar : Éd. Koudhia (Sénégal) ; France : Le Temps Parallèle (revue), 1991, 172 p., 21 cm, notes: poèmes et textes de présentations du vidéo: Poètes québécois contemporains, (https://guycloutier.org/bibliographie/),  (ISBN 2890461157)
- 1988 : Ouvrez l'œil sur le policier, auteur(s) : Pozier, Bernard, S.N.Q., 1988
- 1988 : Poésimages, numéro 13, auteur(s) : Pozier, Bernard, Savigny-le-Temple (France), 1988
- 1988 : Choisir la poésie en France (anthologie), compilé et préparé par Pozier, Bernard, Trois-Rivières : Écrits des Forges, 1988, 185 p., 22 cm,  (ISBN 2890461432)
- 1989 : Parler 101, auteur(s) : Pozier, Bernard, Trois-Rivières: Écrits des Forges ; Conseil central de Trois-Rivières (CSN), cop. 1989, 1988, 69 p., 18 cm,  (ISBN 2890461785)
- 1993 : Poètes québécois, éditeurs scientifiques : Pozier, Bernard, et Louise Blouin, Trois-Rivières: Écrits des Forges; Marseille : Éd. Le Temps parallèle (1991-1993), 1993, 152 p., (Archives Canada),  (ISBN 2890462145) (Écrits Forges)
- 1996 : Poètes québécois, anthologie, éditeurs scientifiques : Pozier, Bernard, et Louise Blouin, Trois-Rivières : Écrits des Forges, et l’Orange Bleue ; Marseille : Le Temps parallèle (France), 1996.
- 1996 : Poetas de Quebec (en espagnol), éditeurs scientifiques : Pozier, Bernard, et Louise Blouin, traduction de Lorenza Fernández del Valle y Juan Carvajal, Trois-Rivières: Écrits des Forges; México :Coordinación de difusión cultural, Dirección de literatura Universidad nacional autónoma de México; (LUNAM et Editorial ALDUS, S.A) ; 1996, 319 p., 20 cm,  (ISBN 2-89046-409-1) (Écrits des Forges),  (ISBN 968-36-5076-7) (UNAM),  (ISBN 968-6830-93-6) (ALDUS)
- 1997 : Poètes québécois (anthologie), éditeurs scientifiques : Pozier, Bernard, et Louise Blouin, Trois-Rivières :  Écrits des Forges, et L’Orange bleue, 1997, 234 p.
- 1997 : '’Poeti din Québec (Poètes québécois) (en roumain), éditeurs scientifiques : Pozier, Bernard, et Louise Blouin, Trois-Rivières : Écrits des Forges ; Bucarest : Editura didactica si pedagogica (Roumanie), 1997, 204 p., notes : version bilingue franco-roumaine.,  (ISBN 2-89046-359-1)
- 1997 : Baudelaire, Verlaine, Rimbaud, Nelligan (anthologie), (1997-1999), poèmes/choisis et présentés par Pozier, Bernard, et Sophie Montreuil, Trois-Rivières: Écrits des Forges ; Joliette : Dé Bleu, Cégep de Joliette, 177 p., 21 cm,  (ISBN 2-89046-431-8) (Écrits des Forges),  (ISBN 2-84031-062-7) (Le Dé bleu)
- 1997 : '’Esprit de corps, Quebec poetry of the late twentieth century in translation, éditeurs scientifiques: Pozier, Bernard, Louise Blouin et Douglas Gordon Jones, Trois-Rivières : Écrits des Forges ; Winnipeg : The Muse’s Company, 1997, 160 p., 23 cm, (Muses’ Company) (br.), (Écrits des Forges)  (ISBN 2-89046-354-0) (Écrits des Forges),  (ISBN 1-896239-18-8) (Muses' Company)
- 1999 : Poètes québécois : anthologie, éditeurs scientifiques : Pozier, Bernard, et Louise Blouin, Trois-Rivières : Écrits des Forges, 1999,  (ISBN 9782890463981), (ISBN 2890463982)
- 2001 : Poetes quebequesos, éditeurs scientifiques : Pozier, Bernard, et Louise Blouin, Barcelona : Éd. Proa, 2001, Notes: en catalan
- 2002 : La nouvelle poésie québécoise, choix et présentation par Bernard Pozier, Revue Vagabondages, no 31, septembre 2002, Paris : Éd. Le cherche midi, 125 p., 18 cm,  (ISBN 2-74910-014-3)
- 2003 : Poètes des Écrits des Forges : petite anthologie de la poésie québécoise, textes choisis par Bernard Pozier et Louise Blouin, préface de Jacques Paquin, Montréal : Éd. Bibliothèque québécoise, 2003, 157 p., 18 cm,  (ISBN 2-89406-231-1)
- 2003 : Voici la nuit, auteur(s) : Mijango Mármol, Juan- Ramón, traduction, Juan Ramón Mijango et Bernard Pozier, Éd. Trois-Rivières: Écrits des Forges, 52 p. : 1 fac-sim., 21 cm,  (ISBN 2-89046-794-5)
- 2003 : Latinos del norte: antología de poesía de Quebec, auteur(s) : Pozier, Bernard, Trois-Rivières: Écrits des Forges ; México: Fondo de cultura económica, 2003, 214 p., 21 cm, note: Texte espagnol en regard du texte français.(Archives Canada),  (ISBN 2-89046-812-7) (Écrits des Forges),  (ISBN 968-16-7067-1) (Fondo de cultura economica),
- 2003 : Aquí y ahora : 35 poetas de Québec à partir de 1960 = Ici et maintenant : 35 poètes québécois depuis 1960, présenté par Bernard Pozier, traduction de Mónica López et Eduardo Padilla, Trois-Rivières: Écrits des Forges ; México: Filodecaballos Editores, Coleccíon La otra orilla, 2003,. 83 p., 17 cm,  (ISBN 2-89046-776-7) (Écrits des Forges) (br.), 968-5647-18-2 (Filodecaballos), (Archives Canada)
- 2005 : Espace Québec, 65 poètes québécois, éditeurs scientifiques : Pozier, Bernard, et Louise Blouin, Trois-Rivières : Écrits des Forges, « collection Poésie » ; Pantin : Le Castor astral, (France), 2005, 373 p., 18 cm,  (ISBN 2-89046-778-3) (Écrits des Forges),  (ISBN 2-85920-610-8) (Castor astral)[5],
- 2008 : Québec 2008, 40 poètes du Québec et de France, éditeurs scientifiques : Pozier, Bernard, et Josyane de Jésus-Bergey, Trois-Rivières: Écrits des Forges ; La Chevallerais : Éd. Sac à mots, 2008, 210 p., 18 cm,  (ISBN 978-2-89645-062-6) (Écrits des Forges),  (ISBN 978-2-915299-26-7) (Sac à mots), (Archives Canada)
- 2008 : Ein Biss ins Herz : 15 Dichter von Quebec = Morsure au cœur : 15 poètes du Québec, Trois-Rivières: Écrits des Forges ; Rimbach : Éd. Verlag Im Wald (Allemagne), 2008, 172 p., 21 cm,  (ISBN 978-2-89645-067-1) (Écrits des Forges),  (ISBN 978-3-941042-01-8) (Verlag Im Wald)
- 2008 : 15 poètes du Québec = 15 poetas de Quebec, choisis et réunis par Bernard Pozier, traduction de Silvia Pratt, Trois-Rivières : Écrits des Forges ; Guadalajara : Éd. Conarte et Mantis, « collection Terredades », 2008, 157 p., 21 cm,  (ISBN 978-2-89645-032-9)
- 2021 : 50 ans de poésie, 1971-2021 : Écrits des Forges (anthologie), préparée par Pozier, Bernard, Trois-Rivières : Écrits des Forges, 2021, 259 pages, 23 cm, (Archives Canada) (BANQ),  (ISBN 9782896454037)

### Présentation ou postface
- 1994-2007 : Poèmes de l'Avenir, auteur(s) : Boisvert, Yves, préface de Bernard Pozier, Trois-Rivières : Écrits des Forges et l’Orange bleue, 2007, Notes : Sommaire des trois parties: Poèmes sauvés du monde - Poèmes sauvés de la colère - Poèmes sauvés de l'amour. Choix de poèmes extraits des recueils antérieurs de l'auteur, 133 p., 18 cm, (Archives Canada),  (ISBN 978-2-89645-054-1)
- 1998 : Furor por México, auteur(s) : Beausoleil, Claude, México : Universidad nacional autónoma de México; Trois-Rivières: Écrits des Forges ; Mexico: Editorial Aldus S.A., « collection : Textos de difusión cultural. Serie El puente », 1998, 203 p., 20 cm, notes: traduction de: Fureur du Mexique: texte en français et en espagnol,  (ISBN 2-89046-482-2) (Écrits des Forges),  (ISBN 968-36-7241-8) (UNAM),  (ISBN 968-7870-29-X) (Aldus)
- 1999 : Anthologie luxembourgeoise, compilée par Jean Portante, Trois-Rivières : Écrits des Forges ; Esch-sur-Alzette : Éd. Phi (Luxembourg), 1999, 188 p., 21 cm,  (ISBN 2-89046-542-X) (Écrits des Forges),  (ISBN 2-87962-110-0) (Phi)
- 1999 : Corps et graphies, auteur(s) : Lapointe, Gatien, Trois-Rivières : Écrits des Forges, et l’Orange bleue, 1999, 96 p., 21 cm,  (ISBN 2-89046-510-1) (Écrits des Forges),  (ISBN 2-87962-099-6) (Orange bleue)
- 2000 : Ode au Saint-Laurent, auteur(s) : Lapointe, Gatien, Trois-Rivières : Écrits des Forges, L'Orange bleue ; Marseille : Autres temps, Trois-Rivières : 2000, 187, [1] p., 21 cm: Notes: Poèmes: Éd. originale, Montréal : Éditions du Jour, 1963,  (ISBN 2-89046-572-1) (Écrits des Forges),  (ISBN 2-84521-041-8) (Autres temps),  (ISBN 2-87962-118-6) (Orange bleue):
- 2001 : Le temps premier, auteur (s): Lapointe, Gatien, Trois-Rivières: Écrits des Forges ; Pantin : Éd. Le Temps des cerises (France), 2001, 77 p., 21 cm: Notes: Éd. originale de Le temps premier, Paris : J. Grassin, 1962 : Éd. originale de Jour malaisé, Montréal : s.n., 1953 : Éd. originale de Otages de la joie, Montréal : Éditions de Muy, 1955,  (ISBN 2-89046-645-0) (Écrits des Forges),  (ISBN 2-84109-304-2) (Temps des cerises).,
- 2001 : '’El hombre redivivo, auteur (s): Lapointe, Gatien, traduction de Marco Antonio Campos et Hernán Bravo Varela, México : Universidad nacional autónoma de México, Coordinación de humanidades/Programma editorial, Coordinación de difusión cultural/Dirección de literatura : Editorial Aldus; Trois-Rivières : Écrits des Forges, 2001, 180 p., 19 cm, « collection: Poemas y ensayos », Notes: traduction de L'homme rapaillé, notes : préface et prologue de Pozier, Bernard,  (ISBN 2-89046-560-8) (Écrits des Forges),  (ISBN 968-36-7751-7) (UNAM)
- 2001 : Paroles de métis (suite amériquoise et poursuite didactique), auteur (s): Langevin, Gilbert, Trois-Rivières : Écrits des Forges, et L'Orange bleue ; Marseille, Éd. Autres temps (France) ; Amay : Éd. Arbre à paroles, (Belgique), 2001, 81 p., 21 cm,  (ISBN 2-89046-648-5) (Écrits des Forges),  (ISBN 2-84521-084-1) (Autres temps),  (ISBN 2-87406-135-2) (L'Arbre à paroles),
- 2002 : Lunaverses, &, Femmes d'or, auteur (s) : González, Rocío et Natalias Toledo, préface de Pozier, Bernard, traduction, Denys Bélanger, Bernard Pozier et Rocio González, Trois-Rivières: Écrits des Forges, ; Pantin : Éd. Le Temps des cerises (France), 62 p., 21 cm, (Archives Canada), (Écrits des Forges),  (ISBN 2-89046-717-1) (Écrits des Forges),  (ISBN 2-84109-346-8) (Temps des cerises)
- 2003 : Épîtres, satires, chansons, épigrammes et autres pièces de vers, auteur (s) : Michel Bibaud (1782-1857), Montréal : Les Herbes rouges, Montréal, Coll. « Five o’clock », no 16, 2003, 232 p., ill..(Archives Canada)
- 2003 : Aficionados a los sentimientos (Les amateurs de sentiments), auteur (s) : Boisvert, Yves, traduction de Adrien Pellaumail, México : Ed. bilingüe, Universidad Nacional Autónoma de México 2003, 141 p., 19 cm,  (ISBN 2-89046-775-9) (Écrits des Forges),  (ISBN 970-32-0877-0) (UNAM)
- 2005 : Entre cuir et peau (poèmes et chansons choisis), auteur (s) : Francoeur, Lucien choix et préface : Bernard Pozier, Montréal : Éd. Typo, 2005, 265 p., 18 cm,  (ISBN 2-89295-207-7)
- 2005 : '’Oda al San Lorenzo, auteur (s): Lapointe, Gatien, traduction de Marco Antonio Campos, épilogue de Bernard Pozier, México : Ed. bilingüe, Universidad nacional autónoma de México, « collection Poemas y ensayos »; Trois-Rivières: Écrits des Forges, 2005, 177 p., 19 cm,  (ISBN 2-89046-917-4) (Écrits des Forges),  (ISBN 970-32-2592-6) (UNAM),
- 2009 : Para las almas, auteur(s): Lapointe, Paul Marie, Mexico : Éd. UAM, Rectoría General, « collection Molinos de Viento », 2009, 120 p.,  (ISBN 9786074771206)
- 2011 : “'L'ouvert de l'ultime : tombeau de Gatien Lapointe, 1931-1983, auteur(s) : Almeida, Fernando d”, Trois-Rivières: Écrits des Forges; Montreuil-sur-Mer : Éditions Henry, (France), 2011 157 p., 21 cm,  (ISBN 978-2-89645-164-7) (Écrits des Forges),  (ISBN 978-2-917698-71-6) Henry)
- 2013 : Poetas quebequenses, auteur(s) : Nelligan, Émise, Gatien Lapointe, Gaston Miron et Paul-Marie Lapointe, traduction du poète Marco Antonio Campos, Monterrey : Universidad Autónoma de Nuevo León/Versus/Posdata, 2013

### Disque compact
- 2012 : Lectures de Juan Bañuelos, México, Fondo de Cultura Económica, 2012.
- 2014 : Chanson Hockey Éternité, sur le CD de Christopher Mark Jones, Atlantica, 2014

### Directeur de revues
- 1976-1986 : Atelier de Productions littéraires de la Mauricie (APLM), numéros 1 à 22,
- 1989-1993 : Atelier La poésie au Québec (revue critique), Écrits des Forges/Cégep de Joliette

### Directeur littéraire
- 1985-2022 Maison d’édition Les Écrits des Forges.

## Prix et distinctions
- 1988 : lauréat du prix de la revue Levée d’encre en France pour  Ces traces que l’on croit éphémères[13].
- 2012 : Médaille de la Reconnaissance de l’État d’Aguascalientes au Mexique, médaille qu’il reçoit des mains du directeur général de l’Institut Culturel d’Aguascalientes, le Dr Jesús Martín Andrade Muñoz pour l’ensemble de ses travaux d’écriture, de traduction et de diffusion de la poésie mexicaine au Québec[13]. Bernard Pozier est le premier Québécois à recevoir cette décoration[2],[15].
- 2013 : premier prix de calaveritas du Consulat du Mexique à Montréal[13],[4].
- 2018 : médaille honorifique Hugo Gutiérrez Vega lui a été remise pour l’ensemble de son œuvre, ses traductions et son travail de diffusion de la poésie mexicaine au Québec[2].